# Micrutalis chapadensis
Micrutalis chapadensis är en insektsart som beskrevs av Goding. Micrutalis chapadensis ingår i släktet Micrutalis och familjen hornstritar. Inga underarter finns listade i Catalogue of Life.